# Centrodora tibialis
Centrodora tibialis is een vliesvleugelig insect uit de familie Aphelinidae. De wetenschappelijke naam is voor het eerst geldig gepubliceerd in 1834 door Nees.